# Lekcjonarz 70
Lekcjonarz 70 (według numeracji Gregory-Aland), oznaczany przy pomocy siglum ℓ 70 – rękopis Nowego Testamentu pisany minuskułą na pergaminie w języku greckim z XII wieku. Służył do czytań liturgicznych.

## Opis rękopisu
Kodeks zawiera wybór lekcji z Ewangelii do czytań liturgicznych, na 313 pergaminowych kartach (34,4 cm na 26,9 cm). Lekcje pochodzą z Ewangelii Jana, Mateusza i Łukasza. Kilka kart na początku oraz końcu kodeksu zostały uzupełnione później na papierze.
Tekst rękopisu pisany jest dwoma kolumnami na stronę, 25–26 linijek w kolumnie. Pisany jest minuskułą.
Tekst Pericope adulterae zamieszczony został w skróconej formie (Jan 8,3-11). Z punktu widzenia krytyki tekstu reprezentuje bizantyńską tradycję tekstualną.
W Marku 10,7 stosuje unikatowy wariant μητερα (matka) zamiast γυναικα (żona).

## Historia
Paleograficznie datowany jest na wiek XII. Rękopis został przywieziony ze Wschodu w roku 1669. Badał go Scholz (niektóre partie), który go dodał do listy rękopisów Nowego Testamentu. Badał go również i sporządził krótki jego opis Paul Martin.
Obecnie przechowywany jest we Francuskiej Bibliotece Narodowej w Paryżu, pod numerem katalogowym Gr. 288.
Jest rzadko cytowany w naukowych wydaniach greckiego Novum Testamentum Nestle-Alanda (UBS3). NA27 nie cytuje go.